# Bahnradsport-Europameisterschaften der Junioren/U23 2025

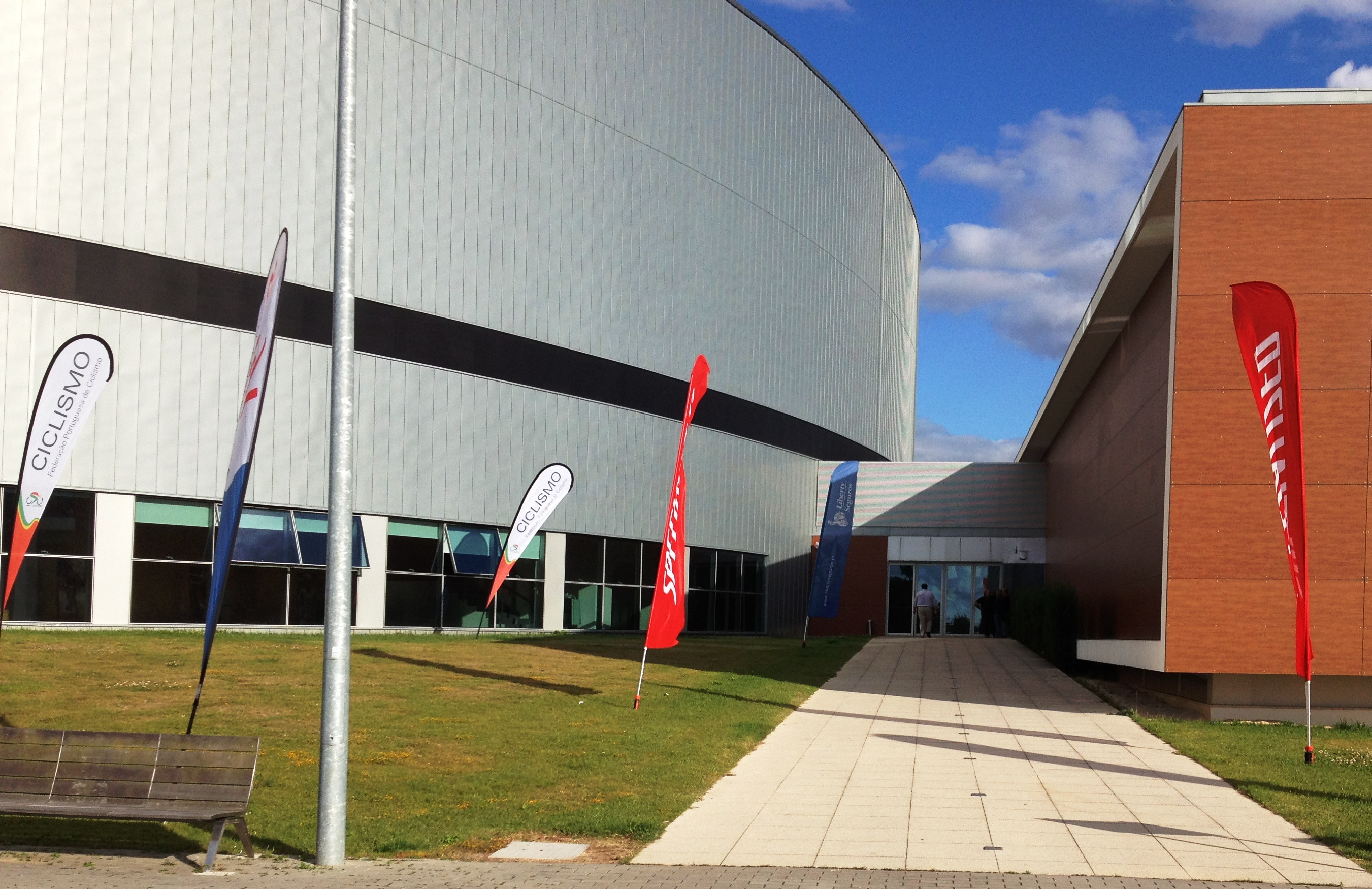
Die Wettkampfstätte Velódromo Nacional

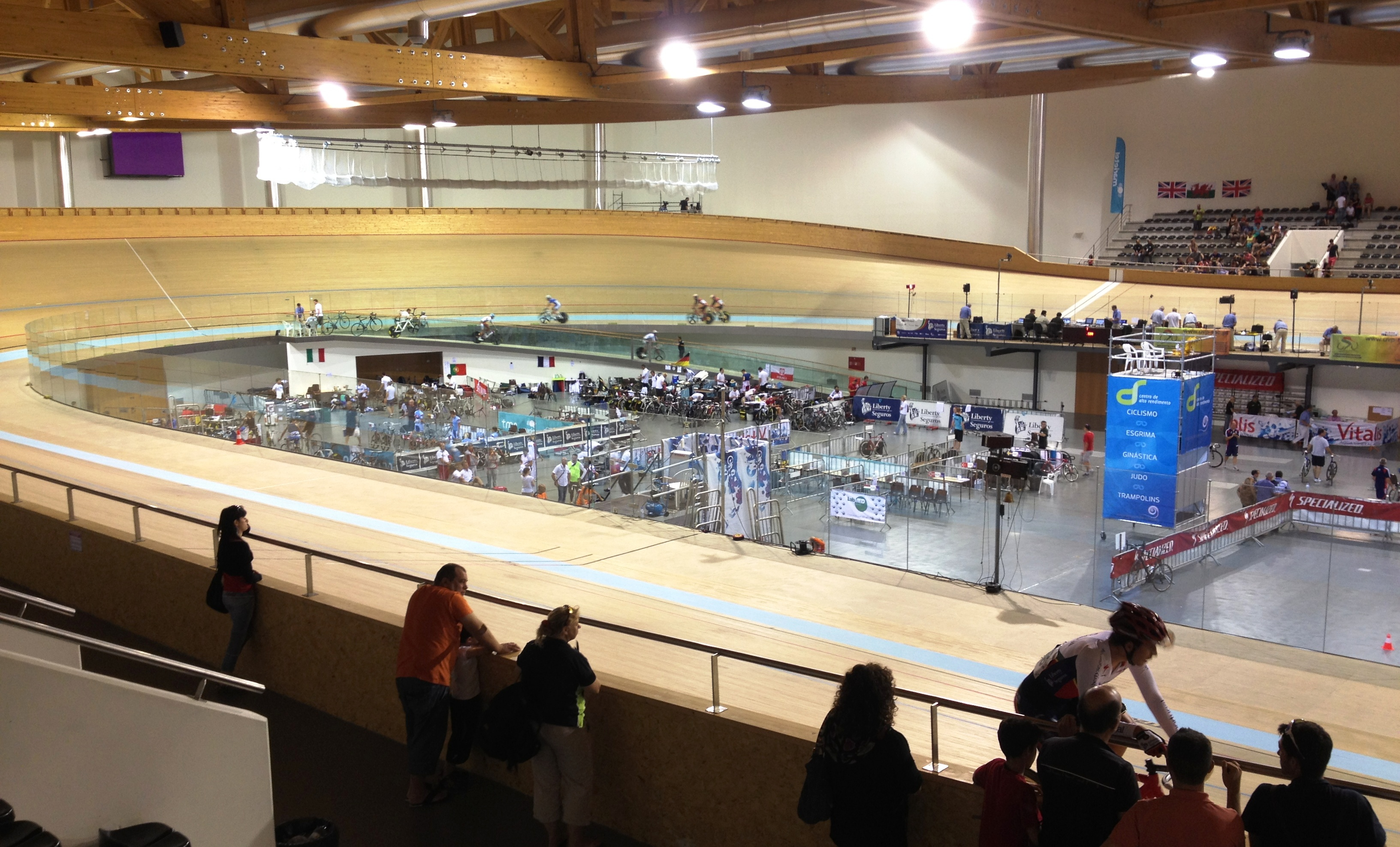
Innenraum des Velodroms

Die Bahnradsport-Europameisterschaften der Junioren/U23 2025 (2025 UEC Track Juniors & U23 European Championships) wurden vom 15. bis 20. Juli 2025 im portugiesischen Sangalhos bei Anadia im dortigen Velódromo Nacional ausgetragen. Damit fanden die Europameisterschaften für die Klassen U23 und Junioren zum achten Mal nach 2011, 2012, 2013, 2014, 2017, 2022, 2023 in Sangalhos statt. 
Es waren nahezu 500 Sportlerinnen und Sportler aus 30 Ländern gemeldet. Insgesamt wurden 44 europäische Titel vergeben, je 22 in der Altersklasse U23 und bei den Junioren, in elf Bahnradsportdisziplinen, darunter die olympischen: Omnium, Zweier-Mannschaftsfahren (Madison), Mannschaftsverfolgung, Sprint, Teamsprint und Keirin.
Im endgültigen Medaillenspiegel lag British Cycling mit zehn Gold- und je acht Silber- und Bronzemedaillen an erster Stelle, gefolgt von Italien (10, 6 und 6) und Deutschland (6, 7 und 5). Im Verlauf der Wettbewerbe wurden vier neue Weltrekorde aufgestellt. Die Dänin Ida Fialla fuhr in der Einerverfolgung der Juniorinnen mit 3:32,060 Minuten einen neuen Weltrekord und errang zudem drei Titel. Die Britin Erin Boothman stellte einen neuen Weltrekord über den Kilometer der Juniorinnen auf (1:08,092 min), und bei ihrem Landsmann Henry Hobbs blieb die Uhr bei 3:03,246 Minuten in der Einzelverfolgung der Junioren stehen. Die britischen Juniorinnen Phoebe Taylor, Grace Miller, Erin Boothman und Evie Smith fuhren mit 4:20,376 Minuten einen Weltrekord in der Mannschaftsverfolgung über 4000 Meter.
Der Österreicher Heimo Fugger gewann das Ausscheidungsfahren der Junioren sowie Silber im Punktefahren. Die deutsche Fahrerin Messane Bräutigam wurde U23-Europameisterin im Scratch sowie mit Fabienne Jährig im Madison. Die deutsche Juniorin Emilia Waterstradt wurde Europameisterin im Sprint und errang zwei weitere Silbermedaillen. Weitere Goldmedaillen gingen an die deutschen Junioren Benjamin Bock (Keirin) und Leonidas Rekowski (Zeitfahren). Die Schweizer Delegation konnte keine Medaillen erringen.

## Zeitplan (Finalrennen)

### U23
| Datum                | Disziplinen Männer                           | Disziplinen Frauen                   |
| -------------------- | -------------------------------------------- | ------------------------------------ |
| Dienstag, 15. Juli   | Einerverfolgung, Ausscheidungsfahren         | Einerverfolgung, Ausscheidungsfahren |
| Mittwoch, 16. Juli   | Scratch, Teamsprint                          | Scratch, Teamsprint                  |
| Donnerstag, 17. Juli | 1000-Meter-Zeitfahren, Mannschaftsverfolgung | Mannschaftsverfolgung                |
| Freitag, 18. Juli    | Punktefahren                                 | Punktefahren, Sprint                 |
| Samstag, 19. Juli    | Omnium, Sprint                               | Omnium, 1000-Meter-Zeitfahren        |
| Sonntag, 20. Juli    | Keirin, Zweier-Mannschaftsfahren             | Keirin, Zweier-Mannschaftsfahren     |

### Junioren/Juniorinnen
| Datum                | Disziplinen Junioren                                              | Disziplinen Juniorinnen                    |
| -------------------- | ----------------------------------------------------------------- | ------------------------------------------ |
| Dienstag, 15. Juli   | Scratch, Teamsprint                                               | Teamsprint, Scratch                        |
| Mittwoch, 16. Juli   | 1000-Meter-Zeitfahren, Mannschaftsverfolgung, Ausscheidungsfahren | Mannschaftsverfolgung, Ausscheidungsfahren |
| Donnerstag, 17. Juli | Einerverfolgung                                                   | Einerverfolgung, Sprint                    |
| Freitag, 18. Juli    | Sprint, Omnium                                                    | 1000-Meter-Zeitfahren, Omnium              |
| Samstag, 19. Juli    | Keirin, Punktefahren                                              | Keirin, Punktefahren                       |
| Sonntag, 20. Juli    | Zweier-Mannschaftsfahren                                          | Zweier-Mannschaftsfahren                   |

## Resultate U23
- Legende: „G“ = Zeit aus dem Finale um Gold; „B“ = Zeit aus dem Finale um Bronze
- Fahrerinnen und Fahrer, deren Name kursiv geschrieben sind, bestritten bei Mannschaftswettbewerben lediglich die Qualifikation oder die erste Runde.
- AIN_1 = individuelle Athleten aus Belarus; AIN_2 = individuelle Athleten aus Russland

### Sprint

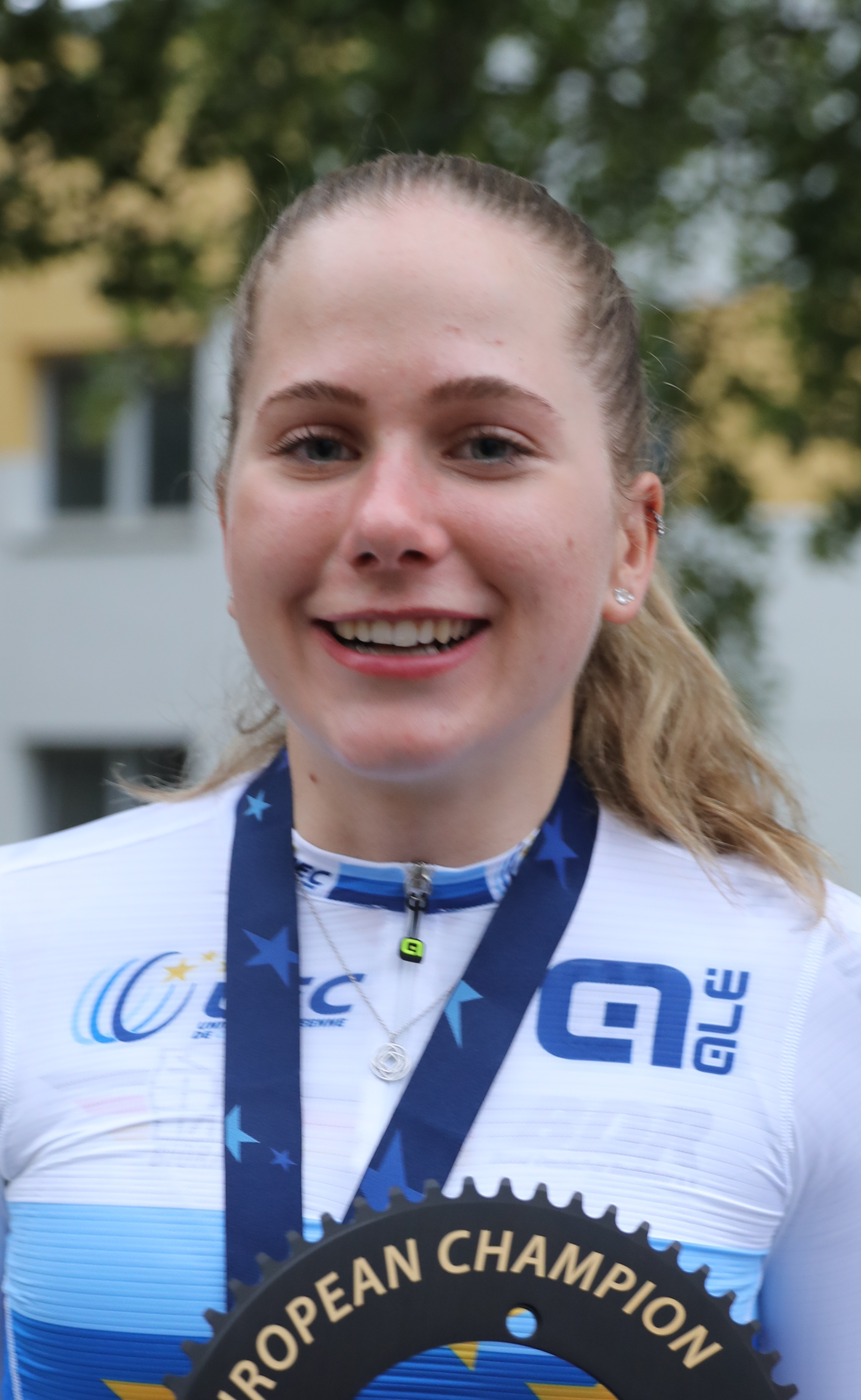
Die Deutscher Emilia Waterstradt (hier bei der EM 2024) wurde Junioren-Europameisterin im Sprint und errang zwei weitere Silbermedaillen

| Männer | Männer          | Männer | Männer                |
| ------ | --------------- | ------ | --------------------- |
| #      | Name            | Land   | Zeit (s)              |
|        | Nikita Kirilzew | AIN_2  | 10,299 (1) 10,576 (2) |
|        | Lowie Nulens    | BEL    |                       |
|        | Marcus Hiley    | GBR    | 10,246 (1) 10,357 (2) |

| Frauen | Frauen         | Frauen | Frauen                |
| ------ | -------------- | ------ | --------------------- |
| #      | Name           | Land   | Zeit (s)              |
|        | Iona Moir      | GBR    | 10,927 (2) 11,123 (3) |
|        | Alina Lyssenko | AIN_2  | 10,877 (1)            |
|        | Rhian Edmunds  | GBR    | 11,218 (1) 11,343 (3) |

### Keirin
| Männer | Männer             | Männer | Männer |
| ------ | ------------------ | ------ | ------ |
| #      | Name               | Land   |        |
|        | Nikita Kirilzew    | AIN_2  |        |
|        | Nikita Kalatschnik | AIN_2  |        |
|        | Lowie Nulens       | BEL    |        |

| Frauen | Frauen         | Frauen | Frauen |
| ------ | -------------- | ------ | ------ |
| #      | Name           | Land   |        |
|        | Alina Lyssenko | AIN_2  |        |
|        | Rhian Edmunds  | GBR    |        |
|        | Iona Moir      | GBR    |        |

### Zeitfahren

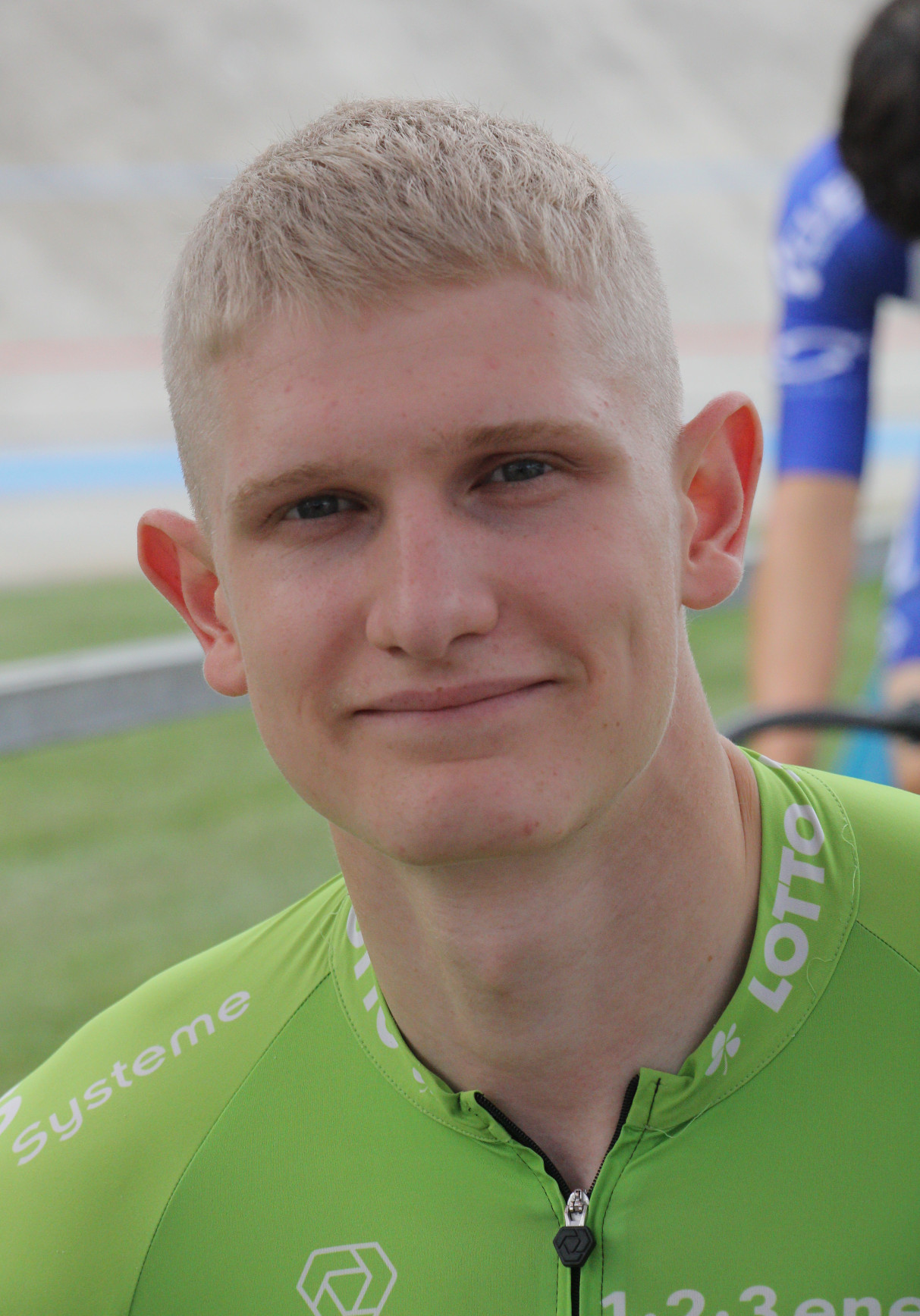
Henric Hackmann wurde U23-Europameister im Zeitfahren

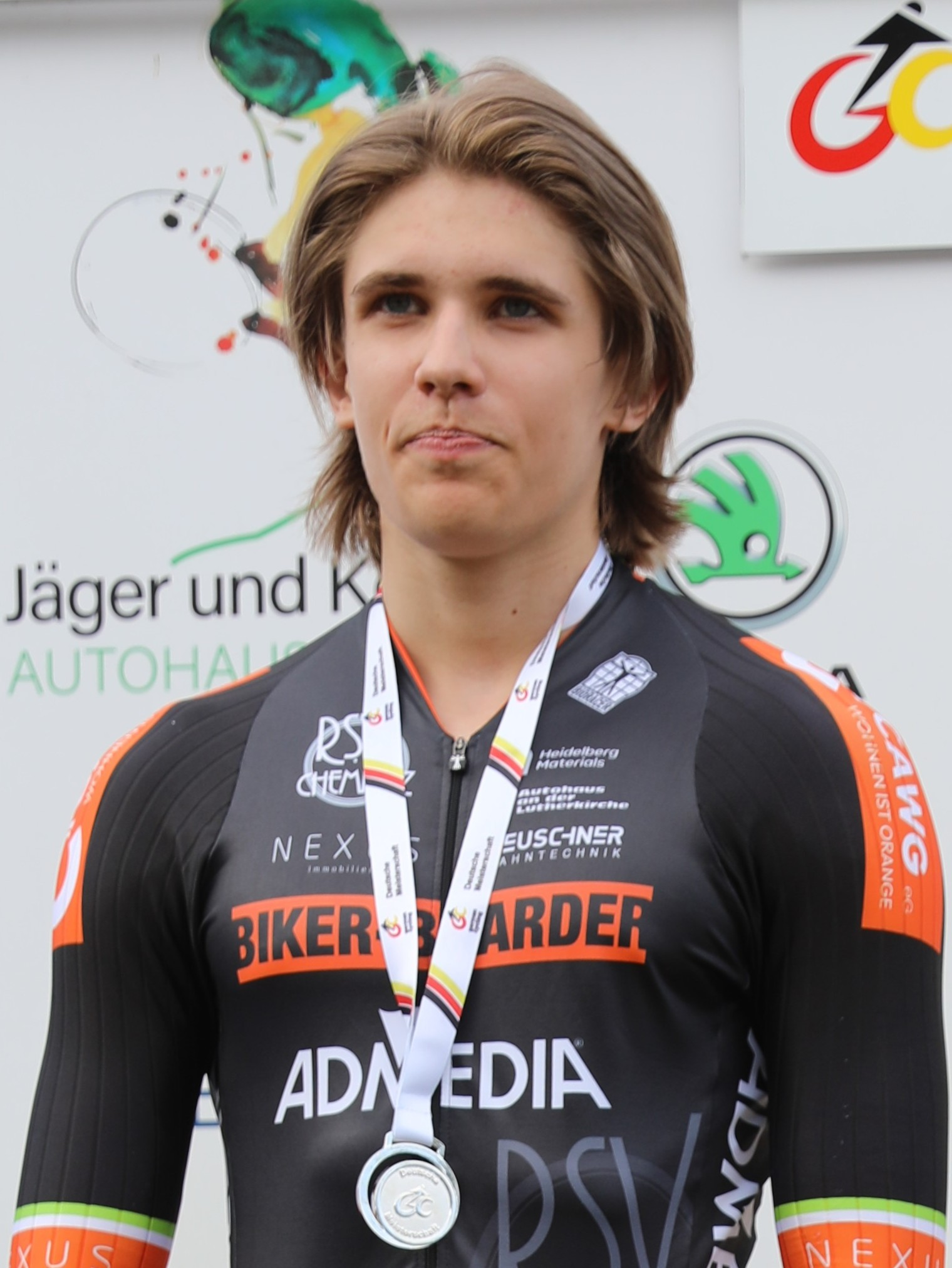
Leonidas Rekowski (hier bei der deutschen Meisterschaft 2025) wurde Junioren-Europameister im Zeitfahren

| Männer (1000 m) | Männer (1000 m)           | Männer (1000 m) | Männer (1000 m) |
| --------------- | ------------------------- | --------------- | --------------- |
| #               | Name                      | Land            | Zeit (min)      |
|                 | Henric Hackmann           | GER             | 1:00,497        |
|                 | Etienne Oliviero          | FRA             | 1:00,616        |
|                 | Esteban Sánchez Garmendia | ESP             | 1:01,449        |

| Frauen (1000 m) | Frauen (1000 m) | Frauen (1000 m) | Frauen (1000 m) |
| --------------- | --------------- | --------------- | --------------- |
| #               | Name            | Land            | Zeit (min)      |
|                 | Alina Lyssenko  | AIN_2           | 1:06,567        |
|                 | Rhian Edmunds   | GBR             | 1:07,364        |
|                 | Clara Schneider | GER             | 1:07,394        |

### Teamsprint
| Männer | Männer                                           | Männer | Männer   |
| ------ | ------------------------------------------------ | ------ | -------- |
| #      | Name                                             | Land   | Zeit (s) |
|        | Stefano Minuta Mattia Predomo Daniele Napolitano | ITA    | 43,344 G |
|        | David Peterka Adam Rauschgold Jan Pořízek        | CZE    | 43,951 G |
|        | Matthias Sylvanise Oscar Caron Étienne Oliviero  | FRA    | 43,984 B |

| Frauen | Frauen                                       | Frauen | Frauen   |
| ------ | -------------------------------------------- | ------ | -------- |
| #      | Name                                         | Land   | Zeit (s) |
|        | Oliwia Gerc Natalia Walecka Nikola Jankowska | POL    | 51,484   |
|        | Rhian Edmunds Iona Moir Georgette Rand       | GBR    | 52,845   |

### Einerverfolgung

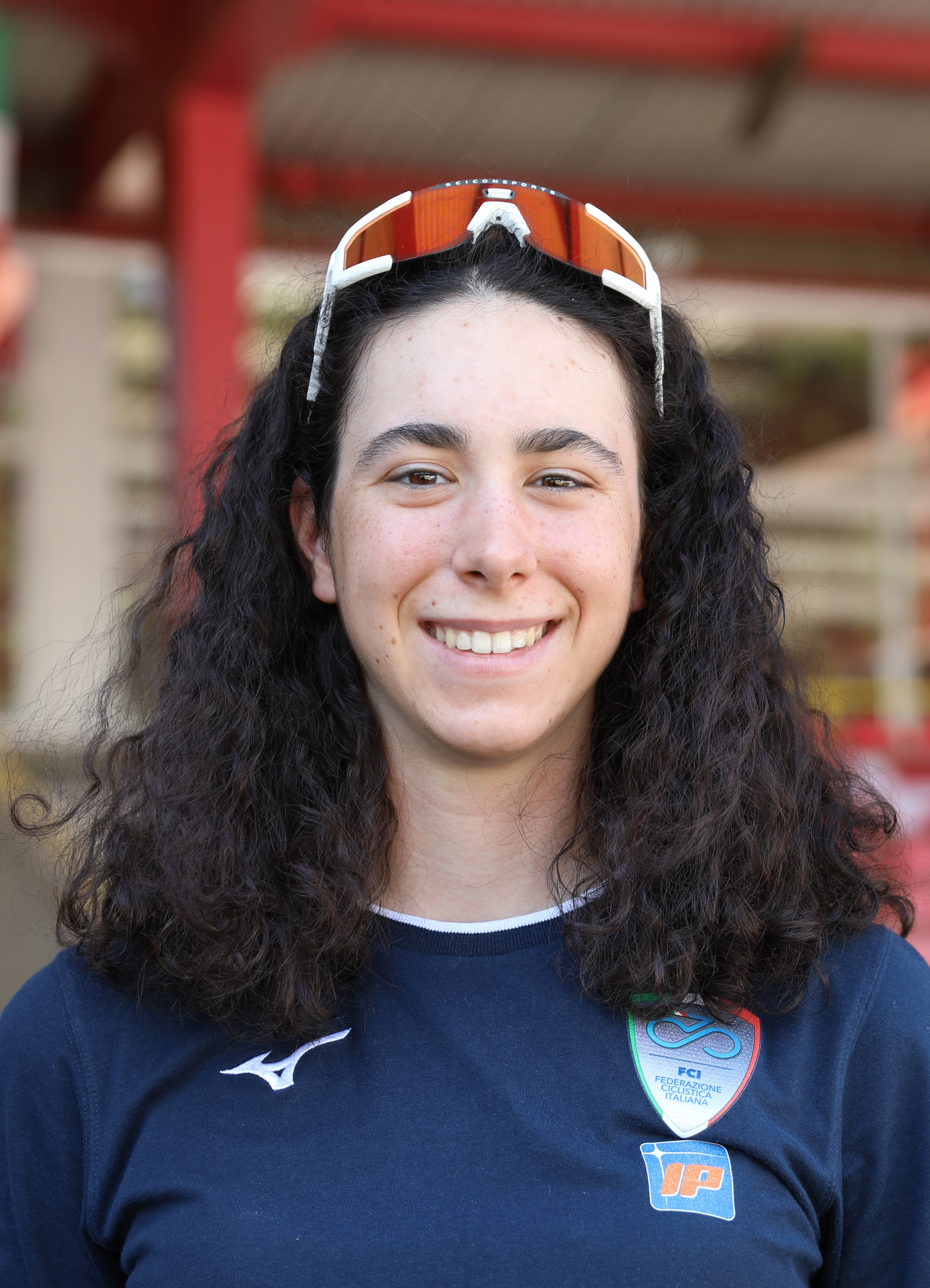
Die Italienerin Federica Venturelli entschied die Einerverfolgung U23 für sich

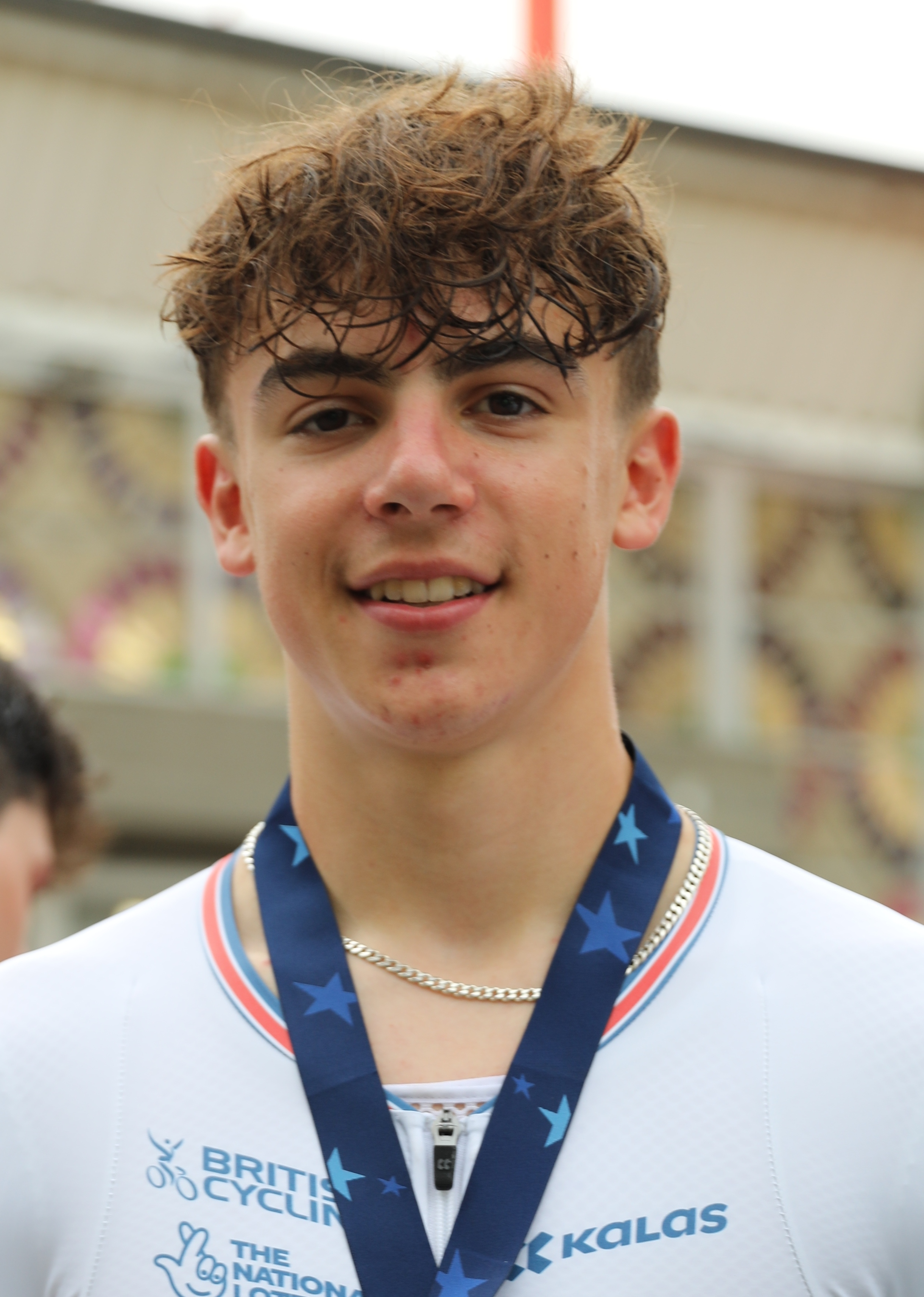
Der Brite Henry Hobbs wurde Junioren-Europameister in der Einerverfolgung

| Männer (4000 m) | Männer (4000 m) | Männer (4000 m) | Männer (4000 m) |
| --------------- | --------------- | --------------- | --------------- |
| #               | Name            | Land            | Zeit (min)      |
|                 | Josh Charlton   | GBR             | 4:00,842 G      |
|                 | Renato Favero   | ITA             | OVL             |
|                 | Luca Giaimi     | ITA             | 4:10,634 B      |

| Frauen (4000 m) | Frauen (4000 m)     | Frauen (4000 m) | Frauen (4000 m) |
| --------------- | ------------------- | --------------- | --------------- |
| #               | Name                | Land            | Zeit (min)      |
|                 | Federica Venturelli | ITA             |                 |
|                 | Grace Lister        | GBR             | OVL             |
|                 | Lisa van Belle      | NED             | 4:37,906 B      |

### Mannschaftsverfolgung
| Männer | Männer                                                                     | Männer | Männer     |
| ------ | -------------------------------------------------------------------------- | ------ | ---------- |
| #      | Name                                                                       | Land   | Zeit (min) |
|        | Elliot Rowe Ben Wiggins Noah Hobbs Josh Charlton William Salter            | GBR    | 3:50,272 G |
|        | Moritz Binder Bruno Keßler Benjamin Boos Max-David Briese Ben Felix Jochum | GER    | 3:54,010 G |
|        | Matteo Fiorin Christian Fantini Renata Favero Luca Giaimi Julian Bortolami | ITA    | 3:51,349 B |

| Frauen | Frauen                                                                           | Frauen | Frauen     |
| ------ | -------------------------------------------------------------------------------- | ------ | ---------- |
| #      | Name                                                                             | Land   | Zeit (min) |
|        | Carys Lloyd Madelaine Leech Isabel Sharp Grace Lister                            | GBR    | 4:16,270 G |
|        | Seána Littbarski-Gray Messane Bräutigam Hannah Kunz Pia Grünewald Selma Lantzsch | GER    | 4:19,104 G |
|        | Hélène Hesters Lani Wittevrongel Luca Vierstraete Marith Vanhove                 | BEL    | 4:21,805 B |

### Scratch
| Männer | Männer                  | Männer | Männer |
| ------ | ----------------------- | ------ | ------ |
| #      | Name                    | Land   |        |
|        | Davide Stella           | ITA    |        |
|        | Lucas Menanteau         | FRA    |        |
|        | Karsten Larsen Feldmann | NOR    |        |

| Frauen | Frauen              | Frauen | Frauen |
| ------ | ------------------- | ------ | ------ |
| #      | Name                | Land   |        |
|        | Messane Bräutigam   | GER    |        |
|        | Sara Fiorin         | ITA    |        |
|        | Laura Auerbach-Lind | DEN    |        |

### Punktefahren
| Männer | Männer            | Männer | Männer |
| ------ | ----------------- | ------ | ------ |
| #      | Name              | Land   | Punkte |
|        | Juan David Sierra | ITA    | 91     |
|        | Daniil Kasakow    | AIN_2  | 80     |
|        | Elliot Rowe       | GBR    | 74     |

| Frauen | Frauen              | Frauen | Frauen |
| ------ | ------------------- | ------ | ------ |
| #      | Name                | Land   | Punkte |
|        | Aljona Iwantschenko | AIN_2  | 54     |
|        | Ainara Albert Bosch | ESP    | 53     |
|        | Luca Vierstraete    | BEL    | 41     |

### Ausscheidungsfahren

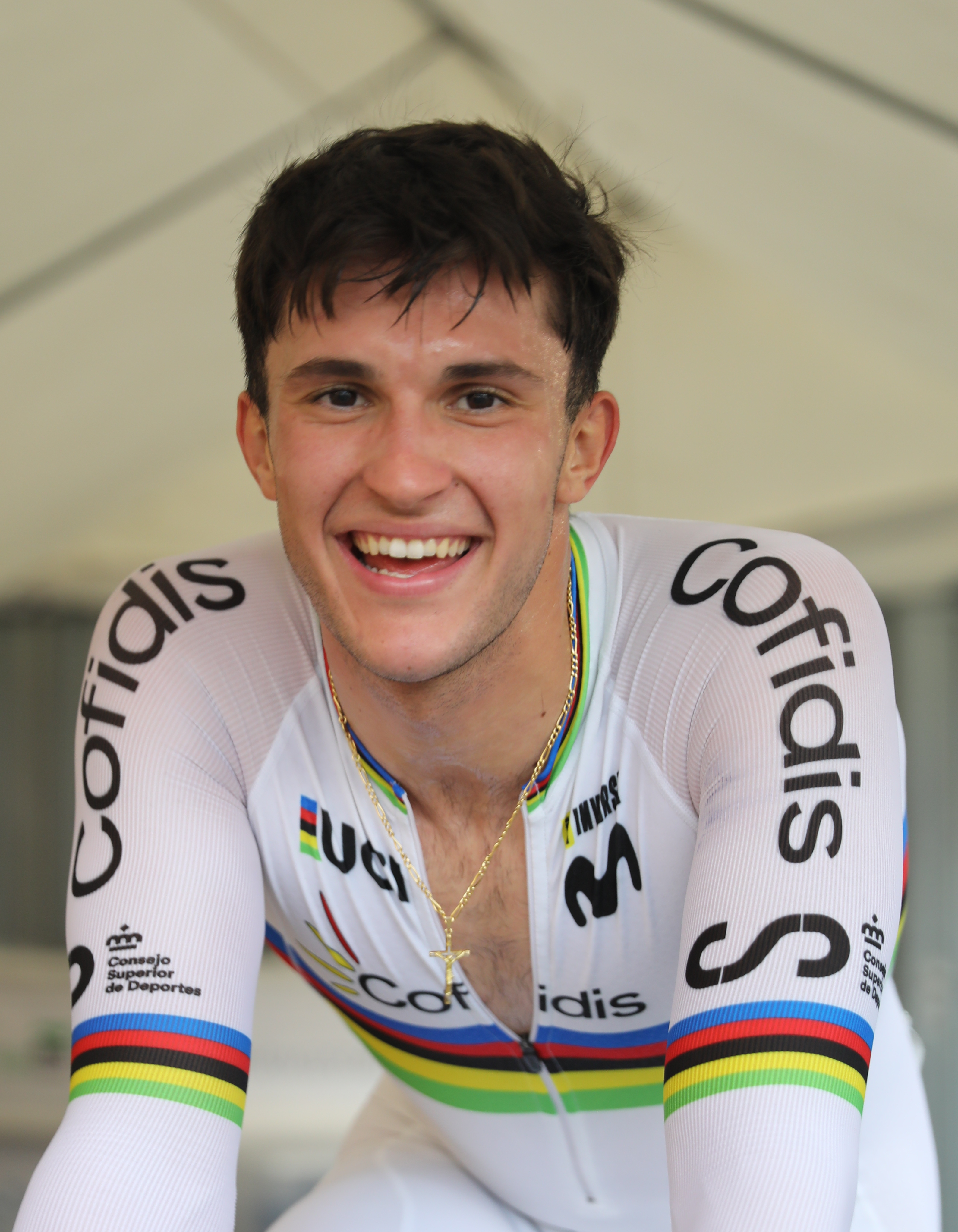
Der Spanier Héctor Álvarez entschied das U23-Omnium für sich

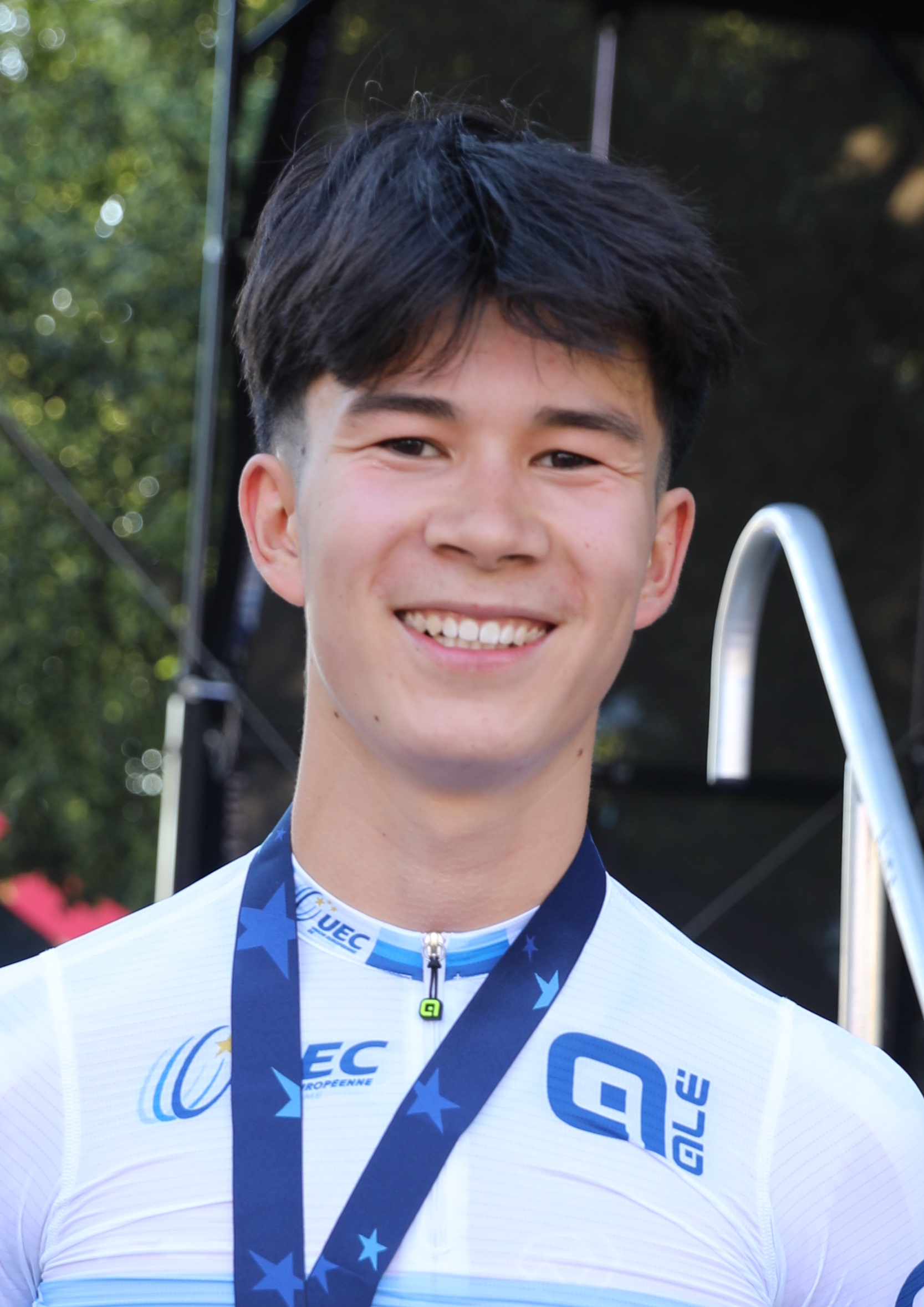
Heimo Fugger aus Österreich (hier 2024) gewann das Ausscheidungsfahren der Junioren und Silber im Punktefahren

| Männer | Männer          | Männer | Männer |
| ------ | --------------- | ------ | ------ |
| #      | Name            | Land   |        |
|        | Tom Crabbe      | BEL    |        |
|        | Emmanuel Houcou | FRA    |        |
|        | William Lowth   | DEN    |        |

| Frauen | Frauen                  | Frauen | Frauen |
| ------ | ----------------------- | ------ | ------ |
| #      | Name                    | Land   |        |
|        | Walerija Walgonen       | AIN_2  |        |
|        | Isabella Maria Escalera | ESP    |        |
|        | Anita Baima             | ITA    |        |

### Omnium
| Männer | Männer          | Männer | Männer |
| ------ | --------------- | ------ | ------ |
| #      | Name            | Land   | Punkte |
|        | Héctor Álvarez  | ESP    | 137    |
|        | Rik van der Wal | NED    | 131    |
|        | Ilja Sawekin    | AIN_2  | 128    |

| Frauen | Frauen           | Frauen | Frauen |
| ------ | ---------------- | ------ | ------ |
| #      | Name             | Land   | Punkte |
|        | Lisa van Belle   | NED    | 133    |
|        | Madelaine Leech  | GBR    | 128    |
|        | Clémence Chéreau | FRA    | 118    |

### Madison
| Männer | Männer                              | Männer | Männer |
| ------ | ----------------------------------- | ------ | ------ |
| #      | Name                                | Land   | Punkte |
|        | Thibaut Bernard Milan Van den Haute | BEL    | 65     |
|        | Benjamin Boos Bruno Keßler          | GER    | 53     |
|        | Ben Wiggins Noah Hobbs              | GBR    | 49     |

| Frauen | Frauen                            | Frauen | Frauen |
| ------ | --------------------------------- | ------ | ------ |
| #      | Name                              | Land   | Punkte |
|        | Messane Bräutigam Fabienne Jährig | GER    | 32     |
|        | Lisa van Belle Yuli van der Molen | NED    | 26     |
|        | Hélène Hesters Marith Vanhove     | BEL    | 19     |

## Resultate Juniorinnen/Junioren
- Legende: „G“ = Zeit aus dem Finale um Gold; „B“ = Zeit aus dem Finale um Bronze
- Fahrerinnen und Fahrer, deren Name kursiv geschrieben sind, bestritten bei Mannschaftswettbewerben lediglich die Qualifikation oder die erste Runde
- AIN_1 = individuelle Athleten aus Belarus; AIN_2 = individuelle Athleten aus Russland

### Sprint
| Junioren | Junioren       | Junioren | Junioren              |
| -------- | -------------- | -------- | --------------------- |
| #        | Name           | Land     | Zeit (s)              |
|          | Archie Gill    | GBR      | 10,644 (1) 10,457 (2) |
|          | Benjamin Bock  | GER      |                       |
|          | Thomas Melotto | ITA      | 10,953 (1) 10,452 (3) |

| Juniorinnen | Juniorinnen         | Juniorinnen | Juniorinnen           |
| ----------- | ------------------- | ----------- | --------------------- |
| #           | Name                | Land        | Zeit (s)              |
|             | Emilia Waterstradt  | GER         | 11,909 (1) 11,796 (2) |
|             | Zita Gheysens       | BEL         |                       |
|             | Julija Schertichina | AIN_2       | 11,855 (1) 11,771 (2) |

### Keirin
| Junioren | Junioren      | Junioren | Junioren |
| -------- | ------------- | -------- | -------- |
| #        | Name          | Land     |          |
|          | Benjamin Bock | GER      |          |
|          | Archie Gill   | GBR      |          |
|          | Dovydas Činga | LTU      |          |

| Juniorinnen | Juniorinnen        | Juniorinnen | Juniorinnen |
| ----------- | ------------------ | ----------- | ----------- |
| #           | Name               | Land        |             |
|             | Siria Trevisan     | ITA         |             |
|             | Emilia Waterstradt | GER         |             |
|             | Zita Gheysens      | BEL         |             |

### Zeitfahren
| Junioren (1000 m) | Junioren (1000 m) | Junioren (1000 m) | Junioren (1000 m) |
| ----------------- | ----------------- | ----------------- | ----------------- |
| #                 | Name              | Land              | Zeit (min)        |
|                   | Leonidas Rekowski | GER               | 1:02,118          |
|                   | Dmitri Pawlowski  | AIN_2             | 1:02,498          |
|                   | Julius Porthun    | GER               | 1:03,099          |

| Juniorinnen (1000 m) | Juniorinnen (1000 m) | Juniorinnen (1000 m) | Juniorinnen (1000 m) |
| -------------------- | -------------------- | -------------------- | -------------------- |
| #                    | Name                 | Land                 | Zeit (min)           |
|                      | Erin Boothman        | GBR                  | 1:08,092 WR          |
|                      | Julija Schertichina  | AIN_2                | 1:08,875             |
|                      | Zita Gheysens        | BEL                  | 1:09,203             |

### Teamsprint
| Junioren | Junioren                                                            | Junioren | Junioren |
| -------- | ------------------------------------------------------------------- | -------- | -------- |
| #        | Name                                                                | Land     | Zeit (s) |
|          | Kristian Larigo Archie Gill Ioan Hepburn Charlie Holt               | GBR      | 44,586 G |
|          | Maurice Steckel Leonidas Rekowski Benjamin Bock Finn-Liam Petterson | GER      | 44,923 G |
|          | Tristan Favennec Nicolas Laugier Cameron Rabourdin                  | FRA      | 46,234 B |

| Juniorinnen | Juniorinnen                                                   | Juniorinnen | Juniorinnen |
| ----------- | ------------------------------------------------------------- | ----------- | ----------- |
| #           | Name                                                          | Land        | Zeit (s)    |
|             | Matilde Cenci Siria Trevisan Rebecca Fiscarelli Agata Campana | ITA         | 49,747 G    |
|             | Amy Weber Lara Colberg Emilia Waterstradt                     | GER         | 49,858 G    |
|             | Lore Wolfs Julie Geers Zita Gheysens                          | BEL         | 50,643 B    |

### Einerverfolgung
| Junioren (3000 m) | Junioren (3000 m) | Junioren (3000 m) | Junioren (3000 m) |
| ----------------- | ----------------- | ----------------- | ----------------- |
| #                 | Name              | Land              | Zeit (min)        |
|                   | Henry Hobbs       | GBR               | 3:03,246 G WR     |
|                   | Luc Royer         | FRA               | 3:10,597 G        |
|                   | Ruben Ferrari     | ITA               | 3:11,152 B        |

| Juniorinnen (3000 m) | Juniorinnen (3000 m) | Juniorinnen (3000 m) | Juniorinnen (3000 m) |
| -------------------- | -------------------- | -------------------- | -------------------- |
| #                    | Name                 | Land                 | Zeit (min)           |
|                      | Ida Fialla           | DEN                  | 3:31,442 G WR        |
|                      | Linda Rapporti       | ITA                  | 3:35,568 G           |
|                      | Arabella Blackburn   | GBR                  | 3:34,411 B           |

### Mannschaftsverfolgung
| Junioren | Junioren                                                                                   | Junioren | Junioren   |
| -------- | ------------------------------------------------------------------------------------------ | -------- | ---------- |
| #        | Name                                                                                       | Land     | Zeit (min) |
|          | Francesco Cornacchini Alessio Magagnotti Riccardo Colombo Francesco Matteoli Ruben Ferrari | ITA      | 3:55,635 G |
|          | Max Hinds Rory Gravelle Henry Hobbs James Daniel Thompson Albie Jones                      | GBR      | 3:56,843 G |
|          | Raul Esch Lenny Karstedt Hugo Esch Attila Höfig                                            | GER      | 3:59,630 B |

| Juniorinnen | Juniorinnen                                                                        | Juniorinnen | Juniorinnen           |
| ----------- | ---------------------------------------------------------------------------------- | ----------- | --------------------- |
| #           | Name                                                                               | Land        | Zeit (min)            |
|             | Phoebe Taylor Grace Miller Erin Boothman Evie Smith Arabella Blackburn             | GBR         | 4:20,376 G WR         |
|             | Linda Sanarini Elisa Bianchi Matilde Rossignolo Chantal Pegolo Erja Giulia Bianchi | ITA         | 4:28,149 G            |
|             | Paula Gloning Sophia Schrödel Julia Servay Magdalena Leis                          | GER         | Gegnerinnen eingeholt |

### Scratch
| Junioren | Junioren              | Junioren | Junioren |
| -------- | --------------------- | -------- | -------- |
| #        | Name                  | Land     |          |
|          | Jacopo Vendramin      | ITA      |          |
|          | Maximilian Fitzgerald | IRL      |          |
|          | Matvei Jakowlew       | AIN_2    |          |

| Juniorinnen | Juniorinnen   | Juniorinnen | Juniorinnen |
| ----------- | ------------- | ----------- | ----------- |
| #           | Name          | Land        |             |
|             | Ida Fialla    | DEN         |             |
|             | Agata Campana | ITA         |             |
|             | Britt Jeucken | NED         |             |

### Punktefahren
| Junioren | Junioren         | Junioren | Junioren |
| -------- | ---------------- | -------- | -------- |
| #        | Name             | Land     | Punkte   |
|          | Mark Popow       | AIN_2    | 74       |
|          | Heimo Fugger     | AUT      | 56       |
|          | Julian Bortolami | ITA      | 53       |

| Juniorinnen | Juniorinnen      | Juniorinnen | Juniorinnen |
| ----------- | ---------------- | ----------- | ----------- |
| #           | Name             | Land        | Punkte      |
|             | Chantal Pegolo   | ITA         | 40          |
|             | Polina Danschina | AIN_2       | 39          |
|             | Ida Fialla       | DEN         | 28          |

### Ausscheidungsfahren
| Junioren | Junioren        | Junioren | Junioren |
| -------- | --------------- | -------- | -------- |
| #        | Name            | Land     |          |
|          | Heimo Fugger    | AUT      |          |
|          | Matwei Jakowlew | AIN_2    |          |
|          | Ilja Slesarenko | AIN_1    |          |

| Juniorinnen | Juniorinnen          | Juniorinnen | Juniorinnen |
| ----------- | -------------------- | ----------- | ----------- |
| #           | Name                 | Land        |             |
|             | Ida Fialla           | DEN         |             |
|             | Gabriela Kaczmarczyk | POL         |             |
|             | Aglaya Kokarewa      | AIN_2       |             |

### Omnium
| Junioren | Junioren       | Junioren | Junioren |
| -------- | -------------- | -------- | -------- |
| #        | Name           | Land     | Punkte   |
|          | Mark Popow     | AIN_2    | 118      |
|          | Nathan Marcoux | FRA      | 105      |
|          | Witse Bertels  | BEL      | 104      |

| Juniorinnen | Juniorinnen          | Juniorinnen | Juniorinnen |
| ----------- | -------------------- | ----------- | ----------- |
| #           | Name                 | Land        | Punkte      |
|             | Polina Danschina     | AIN_2       | 151         |
|             | Ida Fialla           | DEN         | 125         |
|             | Leyre Almena Requena | ESP         | 108         |

### Madison
| Junioren | Junioren                          | Junioren | Junioren |
| -------- | --------------------------------- | -------- | -------- |
| #        | Name                              | Land     | Punkte   |
|          | Witse Bertels Thor Michielsen     | BEL      | 32       |
|          | Julian Bortolami Riccardo Colombo | ITA      | 27       |
|          | Hugo Esch Attila Höfig            | GER      | 27       |

| Juniorinnen | Juniorinnen                   | Juniorinnen | Juniorinnen |
| ----------- | ----------------------------- | ----------- | ----------- |
| #           | Name                          | Land        | Punkte      |
|             | Abigail Miller Erin Boothman  | GBR         | 50          |
|             | Linda Sanarini Chantal Pegolo | ITA         | 46          |
|             | Lilou Jauvin Jessica Rouat    | FRA         | 13          |

## Medaillenspiegel
In der von der UEC veröffentlichten Liste der Medaillengewinner und im daraus resultierenden Medaillenspiegel wird die Bronzemedaille im Sprint der Frauen U23 versehentlich der Ukraine zugeordnet. In der unten stehenden Tabelle ist dieser Fehler korrigiert. Die Zahl der von den „individuellen neutralen Athleten“ erzielten Medaillen sind zum besseren Verständnis ergänzt.
| Platz  | Land                 | Gold | Silber | Bronze | Gesamt |
| ------ | -------------------- | ---- | ------ | ------ | ------ |
| 1      | Großbritannien       | 10   | 7      | 6      | 23     |
| 2      | Italien              | 9    | 7      | 6      | 22     |
| 3      | Deutschland          | 6    | 7      | 5      | 18     |
| 4      | Belgien              | 3    | 2      | 8      | 13     |
| 5      | Dänemark             | 3    | 1      | 3      | 7      |
| 6      | Niederlande          | 1    | 2      | 2      | 5      |
| 6      | Spanien              | 1    | 2      | 2      | 5      |
| 8      | Österreich           | 1    | 1      | 0      | 2      |
| 8      | Polen                | 1    | 1      | 0      | 2      |
| 10     | Frankreich           | 0    | 5      | 4      | 9      |
| 11     | Irland               | 0    | 1      | 0      | 1      |
| 11     | Tschechien           | 0    | 1      | 0      | 1      |
| 13     | Litauen              | 0    | 0      | 1      | 1      |
| 13     | Norwegen             | 0    | 0      | 1      | 1      |
| —      | Ind. neutr. Athleten | 9    | 7      | 5      | 21     |
| Gesamt | Gesamt               | 44   | 44     | 43     | 131    |

## Aufgebote

### German Cycling

#### U23
- Frauen: Messane Bräutigam, Lana Eberle, Pia Grünewald, Lara-Sophie Jäger, Fabienne Jährig, Anastasia Kuniß, Hannah Kunz, Selma Lantzsch, Seána Littbarski-Gray, Judith Rottmann, Clara Schneider, Sina Temmen
- Männer: Leon Arenz, Moritz Binder, Benjamin Boos, Max-David Briese, Pete Flemming, Louis Gentzik, Paul Groß, Henric Hackmann, Ben Felix Jochum, Bruno Keßler, Tobias Müller, Colin Rudolph, Luca Spiegel, Jakob Vogt

#### U19
- Juniorinnen: Leni Bauer, Hannah-Franziska Brand, Lara Colberg, Paula Gloning, Magdalena Leis, Caoilinn Littbarski-Gray, Eufemia Schmieder, Sophia Schrödel, Sophie Schuster, Julia Servay, Emilia Waterstradt, Amy Weber
- Junioren: Onno Bieberle, Benjamin Bock, Hugo Esch, Attila Höfig, Lenny Karstedt, Finn-Liam Petterson, Julius Porthun, Leonidas Rekowski, Maurice Steckel, Richard Thoma

### Cycling Austria

#### U23
- Frauen U23: Leila Gschwentner
- Männer U23: Raphael Kokas

#### U19
- Juniorinnen: Sophie Walcher
- Junioren: Heimo Fugger, Valentin Zobl

### Swiss Cycling

#### U23
- Frauen: Lorena Leu, Janice Stettler
- Männer: Victor Benareau, Luca Bühlmann, Arthur Guillet, Mats Poot, Pascal Tappeiner

#### U19
- Juniorinnen: Elia Marthe, Giorgia Restivo
- Junioren: Lars Emmenegger, Noa Gremaud, Max Priemer, Jonathan Rinner, Noah Schnyder